# Holenwielwebspin
De holenwielwebspin (Metellina merianae) is een spinnensoort in de taxonomische indeling van de strekspinnen.
Het dier komt uit het geslacht Metellina. Metellina merianae werd in 1763 beschreven door Scopoli.